# Andrena hirticincta
Andrena hirticincta là một loài Hymenoptera trong họ Andrenidae. Loài này được Provancher mô tả khoa học năm 1888.